# Francis Seymour-Conway, V marchese di Hertford
Francis George Hugh Seymour-Conway, V marchese di Hertford (11 febbraio 1812 – Arrow, 25 gennaio 1884), è stato un politico britannico.

## Biografia
Era il figlio dell'ammiraglio Sir George Seymour, e di sua moglie, Lady Georgiana Mary Berkeley, figlia dell'ammiraglio Sir George Berkeley. Era il nipote di Lord Hugh Seymour e un pronipote di Francis Seymour-Conway, I marchese di Hertford. Studiò a Harrow.

## Carriera politica
Lord Hertford è stato Groom of the Robes tra il 1833 e il 1870. Nel 1870 un suo lontano cugino, Richard Seymour-Conway, IV marchese di Hertford morì celibe e senza eredi, ed egli gli succedette. Nel 1874 fu membro del Privy Council e nominato Lord Ciambellano, incarico che mantenne fino al 1879.

## Matrimonio
Sposò, il 9 maggio 1839, Lady Emily Murray, figlia di David Murray, III conte di Mansfield, e di Frederica Markham. Ebbero dieci figli:
- Frederica Georgina Seymour (1841-1848);
- Lady Horatia Elizabeth Seymour (1842-1922), sposò Sir Henry David Erskine, ebbero sei figli;
- Hugh Seymour-Conway, VI marchese di Hertford (1843-1912)
- Lady Florence Catherine Seymour (1845-1921), sposò James Blunt, ebbero cinque figli;
- Lord Albert Charles Seymour (1847-1891), sposò Sarah Napier, ebbero quattro figli;
- Lady Georgina Lucy Emily Seymour (1848-1944), sposò Henry Stirling-Home-Drummond, non ebbero figli;
- Lord Ernest James Seymour (1850-1930), sposò Lady Georgiana Fortescue, ebbero sei figli;
- Lady Constance Adelaide Seymour (1852-1915), sposò Frederick St John Newdigate Barne, ebbero cinque figli;
- Lady Mary Margaret Seymour (1855-1948), sposò George Dashwood, VI Baronetto, ebbero undici figli;
- Lord Victor Alexander Seymour (1859-1935), sposò Margaret Elizabeth Cator, ebbero cinque figli.

## Morte
Morì il 25 gennaio 1884, a 71 anni, a Ragley Hall, Arrow.

## Ascendenza
|                                         |                                         |                                       | Genitori                             |  |  | Nonni |  |  | Bisnonni                                       |  |  | Trisnonni                               |  |
|                                         |                                         |                                       |                                      |  |  |       |  |  | Francis Seymour-Conway, I marchese di Hertford |  |  | Francis Seymour-Conway, I barone Conway |  |
|                                         |                                         |                                       |                                      |  |  |       |  |  | Francis Seymour-Conway, I marchese di Hertford |  |  | Francis Seymour-Conway, I barone Conway |  |
|                                         |                                         | Charlotte Shorter                     |                                      |  |  |       |  |  | Francis Seymour-Conway, I marchese di Hertford |  |  |                                         |  |
| Lord Hugh Seymour                       |                                         |                                       |                                      |  |  |       |  |  | Francis Seymour-Conway, I marchese di Hertford |  |  |                                         |  |
|                                         |                                         | Lady Isabella Fitzroy                 | Charles FitzRoy, II duca di Grafton  |  |  |       |  |  |                                                |  |  |                                         |  |
|                                         |                                         | Lady Isabella Fitzroy                 | Charles FitzRoy, II duca di Grafton  |  |  |       |  |  |                                                |  |  |                                         |  |
|                                         |                                         | Lady Isabella Fitzroy                 | Lady Henrietta Somerset              |  |  |       |  |  |                                                |  |  |                                         |  |
| Sir George Seymour                      |                                         | Lady Isabella Fitzroy                 |                                      |  |  |       |  |  |                                                |  |  |                                         |  |
|                                         |                                         | James Waldegrave, II conte Waldegrave | James Waldegrave, I conte Waldegrave |  |  |       |  |  |                                                |  |  |                                         |  |
|                                         |                                         | James Waldegrave, II conte Waldegrave | James Waldegrave, I conte Waldegrave |  |  |       |  |  |                                                |  |  |                                         |  |
|                                         |                                         | James Waldegrave, II conte Waldegrave | Mary Webbe                           |  |  |       |  |  |                                                |  |  |                                         |  |
| Lady Anne Horatia Waldegrave            |                                         | James Waldegrave, II conte Waldegrave |                                      |  |  |       |  |  |                                                |  |  |                                         |  |
|                                         |                                         | Mary Walpole                          | Sir Edward Walpole                   |  |  |       |  |  |                                                |  |  |                                         |  |
|                                         |                                         | Mary Walpole                          | Sir Edward Walpole                   |  |  |       |  |  |                                                |  |  |                                         |  |
|                                         |                                         | Mary Walpole                          | Dorothy Clement                      |  |  |       |  |  |                                                |  |  |                                         |  |
| Francis Seymour, V marchese di Hertford |                                         | Mary Walpole                          |                                      |  |  |       |  |  |                                                |  |  |                                         |  |
|                                         | Augustus Berkeley, IV conte di Berkeley | James Berkeley, III conte di Berkeley |                                      |  |  |       |  |  |                                                |  |  |                                         |  |
|                                         | Augustus Berkeley, IV conte di Berkeley | James Berkeley, III conte di Berkeley |                                      |  |  |       |  |  |                                                |  |  |                                         |  |
|                                         | Augustus Berkeley, IV conte di Berkeley | Lady Louisa Lennox                    |                                      |  |  |       |  |  |                                                |  |  |                                         |  |
| Sir George Cranfield Berkeley           | Augustus Berkeley, IV conte di Berkeley |                                       |                                      |  |  |       |  |  |                                                |  |  |                                         |  |
|                                         |                                         | Elizabeth Drax                        | Henry Drax                           |  |  |       |  |  |                                                |  |  |                                         |  |
|                                         |                                         | Elizabeth Drax                        | Henry Drax                           |  |  |       |  |  |                                                |  |  |                                         |  |
|                                         |                                         | Elizabeth Drax                        | Elizabeth Ernle                      |  |  |       |  |  |                                                |  |  |                                         |  |
| Georgiana Mary Berkeley                 |                                         | Elizabeth Drax                        |                                      |  |  |       |  |  |                                                |  |  |                                         |  |
|                                         |                                         | Lord George Lennox                    | Charles Lennox, II duca di Richmond  |  |  |       |  |  |                                                |  |  |                                         |  |
|                                         |                                         | Lord George Lennox                    | Charles Lennox, II duca di Richmond  |  |  |       |  |  |                                                |  |  |                                         |  |
|                                         |                                         | Lord George Lennox                    | Lady Sarah Cadogan                   |  |  |       |  |  |                                                |  |  |                                         |  |
| Emily Charlotte Lennox                  |                                         | Lord George Lennox                    |                                      |  |  |       |  |  |                                                |  |  |                                         |  |
|                                         |                                         | Lady Louisa Kerr                      | William Kerr, IV marchese di Lothian |  |  |       |  |  |                                                |  |  |                                         |  |
|                                         |                                         | Lady Louisa Kerr                      | William Kerr, IV marchese di Lothian |  |  |       |  |  |                                                |  |  |                                         |  |
|                                         |                                         | Lady Louisa Kerr                      | Lady Caroline Darcy                  |  |  |       |  |  |                                                |  |  |                                         |  |
|                                         |                                         | Lady Louisa Kerr                      |                                      |  |  |       |  |  |                                                |  |  |                                         |  |